# Simone Santi (calciatore)
Simone Santi (Città di San Marino, 3 maggio 2004) è un calciatore sammarinese, attaccante della San Marino Academy U22 e della nazionale sammarinese.

## Carriera

### Club
Cresciuto nel settore giovanile della San Marino Academy, nel 2022 è passato in prestito al Legnago dove ha debuttato in Serie D, giocando 4 partite in questa categoria ed una partita nella Coppa Italia Serie D. L'anno successivo è passato alla Victor San Marino, sempre in Serie D, dove ha tuttavia trovato poco spazio (una sola presenza in campionato), cambiando squadra nel mese di gennaio in favore della Cosmos, club militante nel campionato sammarinese. Rientrato al San Marino Academy, è stato confermato in rosa per la stagione 2024-2025, disputata sempre nel campionato sammarinese.

### Nazionale
Ha giocato nelle nazionali giovanili sammarinesi Under-16, Under-17, Under-19 ed Under-21.
Ha debuttato con la nazionale sammarinese il 24 marzo 2025 nell'incontro di qualificazione per il Campionato mondiale di calcio 2026 contro la Romania.

## Statistiche

### Presenze e reti nei club
Statistiche aggiornate al 29 marzo 2025.
| Stagione        | Squadra                | Campionato      | Campionato | Campionato | Coppe nazionali | Coppe nazionali | Coppe nazionali | Coppe continentali | Coppe continentali | Coppe continentali | Altre coppe | Altre coppe | Altre coppe | Totale | Totale | Totale |
| Stagione        | Squadra                | Comp            | Pres       | Reti       | Comp            | Pres            | Reti            | Comp               | Pres               | Reti               | Comp        | Pres        | Reti        | Pres   | Reti   |        |
| --------------- | ---------------------- | --------------- | ---------- | ---------- | --------------- | --------------- | --------------- | ------------------ | ------------------ | ------------------ | ----------- | ----------- | ----------- | ------ | ------ | ------ |
| 2022-2023       | Legnago                | D               | 4          | 0          | CI-D            | 1               | 0               | -                  | -                  | -                  | -           | -           | -           | 5      | 0      |        |
| 2023-gen. 2024  | Victor San Marino      | D               | 1          | 0          | CI-D            | 1               | 0               | -                  | -                  | -                  | -           | -           | -           | 2      | 0      |        |
| gen.-giu. 2024  | Cosmos                 | CS              | 8+3        | 1          | CT              | -               | -               | -                  | -                  | -                  | -           | -           | -           | 11     | 1      |        |
| 2024-2025       | San Marino Academy U22 | CS              | 22         | 5          | -               | -               | -               | -                  | -                  | -                  | -           | -           | -           | 22     | 5      |        |
| Totale carriera | Totale carriera        | Totale carriera | 38         | 6          |                 | 2               | 0               |                    | -                  | -                  |             | -           | -           | 40     | 6      |        |

### Cronologia presenze e reti in nazionale
| Cronologia completa delle presenze e delle reti in nazionale ― San Marino | Cronologia completa delle presenze e delle reti in nazionale ― San Marino | Cronologia completa delle presenze e delle reti in nazionale ― San Marino | Cronologia completa delle presenze e delle reti in nazionale ― San Marino | Cronologia completa delle presenze e delle reti in nazionale ― San Marino | Cronologia completa delle presenze e delle reti in nazionale ― San Marino | Cronologia completa delle presenze e delle reti in nazionale ― San Marino | Cronologia completa delle presenze e delle reti in nazionale ― San Marino |
| Data                                                                      | Città                                                                     | In casa                                                                   | Risultato                                                                 | Ospiti                                                                    | Competizione                                                              | Reti                                                                      | Note                                                                      |
| ------------------------------------------------------------------------- | ------------------------------------------------------------------------- | ------------------------------------------------------------------------- | ------------------------------------------------------------------------- | ------------------------------------------------------------------------- | ------------------------------------------------------------------------- | ------------------------------------------------------------------------- | ------------------------------------------------------------------------- |
| 24-3-2025                                                                 | Serravalle                                                                | San Marino                                                                | 1 – 5                                                                     | Romania                                                                   | Qual. Mondiali 2026                                                       | -                                                                         | 76’                                                                       |
| Totale                                                                    |                                                                           | Presenze                                                                  | 1                                                                         |                                                                           | Reti                                                                      | 0                                                                         |                                                                           |